# Grzegorz z Nareku
Grzegorz z Nareku, orm. Գրիգոր Նարեկացի, Grigor Narekaci (ur. ok. 944, zm. ok. 1010 w Nareku w Armenii) – jeden z największych poetów i uczonych ormiańskich, święty Kościoła ormiańskiego i Kościoła katolickiego, Doktor Kościoła.

## Życiorys
Grzegorz urodził się około roku 944, podawana jest także data około 950 roku. Był synem biskupa Anczewacziku Chosroesa (lub Chosrowa, który został biskupem po śmierci żony, gdyż w Apostolskim Kościele Ormiańskim jedynie osoby bezżenne mogą piastować wyższe godności). Za swoje progreckie przekonania został pośmiertnie wyklęty.
Grzegorz wraz z bratem Janem został oddany do klasztoru w Nareku (Narekawank) na południe od jeziora Wan (dziś we wschodniej Turcji). Gruntownie poznał tam język grecki, uczył się też matematyki, medycyny i architektury. Po przyjęciu święceń kapłańskich był profesorem i wychowawcą mnichów. Uznawano go za mistrza życia kontemplacyjnego (porównywany był z Bernardem z Clairvaux, Eckhartem, Janem Taulerem, Henrykiem Suzo).
Jest twórcą wielu utworów (napisał 20 hymnów i ód, Komentarz do Pieśni nad pieśniami, Historię krzyża z Aparang, Trzy mowy w formie litanii, Panegiryk apostołów i 72 uczniów, Panegiryk Jakuba z Nisibis), a przede wszystkim arcydzieła literatury ascetycznej i mistycznej, Księgi śpiewów żałobliwych, perły poezji ormiańskiej. Dzieło powstało na początku XI wieku, na co wskazuje fakt, że autor wspomina o walkach cesarza bizantyjskiego Bazylego II w 999 w Armenii.
Z Grzegorzem, który został świętym ormiańskim, wiąże się pewna opowieść. Pewnego dnia do klasztoru przybyli dygnitarze kościelni, a świętemu przypadło w udziale goszczenie dostojników. Przygotował pieczone ptaki, zapomniawszy, że jest dzień postu. Na oczach oburzonych gości poprosił Boga o pomoc i ptaki odżyły, odlatując przez okno.

## Kult
W Apostolskim Kościele Ormiańskim wspomnienie liturgiczne św. Grzegorza obchodzone jest 25 stycznia, zaś w Kościele katolickim (w tym Kościele ormiańskokatolickim) – 27 lutego. 12 kwietnia 2015 papież Franciszek ogłosił św. Grzegorza z Nareku doktorem Kościoła, zaś 25 stycznia 2021 zarządził wpisanie jego wspomnienia do powszechnego Kalendarza Rzymskiego w randze wspomnienia dowolnego.